# John W. Davis
John William Davis (13 de abril de 1873 - 24 de março de 1955) foi um político, diplomata e advogado americano. Ele atuou como Advogado-geral dos Estados Unidos na administração de Woodrow Wilson como e embaixador do país no Reino Unido. Ele foi o candidato democrata à presidência em 1924, mas perdeu para o republicano Calvin Coolidge.